# Will Simpson
Will Simpson (n. 9 iunie 1959, Springfield, Illinois, SUA) este un călăreț ce a reprezentat Statele Unite ale Americii, medaliat olimpic. A participat la o ediție a Jocurilor Olimpice (2008) în care a câștigat o medalie de aur.

## Participări
Lista de mai jos prezintă principalele competiții la care a participat Will Simpson de-a lungul carierei.
- equestrian at the 2008 Summer Olympics – team jumping[*]